# Copdock and Washbrook
Copdock and Washbrook – civil parish w Anglii, w Suffolk, w dystrykcie Babergh. W 2011 civil parish liczyła 1114 mieszkańców.